# Edward Wojczyński
Edward Lech Wojczyński (ur. 13 października 1913 w Warszawie, zm. 22 listopada 1960 w Warszawie) – chorąży pilot Polskich Sił Powietrznych w Wielkiej Brytanii.

## Życiorys
Od najmłodszych lat interesował się lotnictwem. Brał udział w walkach powietrznych we wrześniu 1939 r. w 16 eskadrze obserwacyjnej w stopniu kpr. pilot. Eskadra była jednostką dyspozycyjną dowódcy Okręgu Korpusu Nr 1, a następnie Naczelnego Dowódcy Lotnictwa i posiadała 7 samolotów obserwacyjnych Lublin R-XIIID i samoloty łącznikowe RWD-8.
Po przegranej kampanii wrześniowej przedostał się Wielkiej Brytanii i wstąpił do Polskich Sił Powietrznych, otrzymał numer służbowy RAF 794077. Brał udział w bitwie o Anglię, latał w 307 dywizjonie myśliwskim nocnym „Lwowskich Puchaczy” w stopniu starszego sierżanta pilota. W nocy z 27 na 28 czerwca 1942 r., w załodze z sierż. radionawigatorem Emilem Słuszkiewiczem uszkodził Dorniera Do 217. Od sierpnia 1944 do maja 1945 r. latał w 501 dywizjonie myśliwskim RAF. Został ranny podczas walk, po rekonwalescencji został skierowany do 1 Ferry Unit. Był odznaczony Krzyżem Walecznych, czterokrotnie Medalem Lotniczym oraz wojskowymi odznaczeniami francuskimi i brytyjskimi.
Po zakończeniu wojny wrócił do Polski, podejmując pracę w lotnictwie sportowym jako instruktor. Wielokrotnie zasiadał w jury podczas zawodów lotniczych. Z ramienia Departamentu Lotnictwa Cywilnego Ministerstwa Komunikacji wykonał 7 maja 1950 r. jako pilot motorowy i szybowcowy lot sprawdzający na motoszybowcu „Pegaz”, którego celem było wydanie opinii o przydatności płatowca do szkolenia pilotów szybowcowych kat. C w pilotażu silnikowym metodą samodzielną. W 1950 r. razem z wieloma innymi lotnikami września 1939 r. i bitwy o Anglię jako „wróg ludu” został negatywnie zweryfikowany i odsunięty od lotnictwa.
Po tzw. odwilży w lutym 1956 r. powrócił do pracy w Aeroklubie Warszawskim, razem m.in. z Franciszkiem Janikiem, Kazimierzem Pankiewiczem, Władysławem Ryżko, Gustawem Sidorowiczem, Januszem Szmidtem, Jerzym Szymankiewiczem, Witoldem Rychterem, Ryszardem Witkowskim.
Edward Wojczyński zmarł 22 listopada 1960 r. w Warszawie. Został pochowany na Cmentarzu Wojskowym na Powązkach (kwatera BII28-10-25).